# Helligt bundt
Et helligt bundt eller medicinbundt er en samling genstande, som flere prærieindianere bruger til at skabe kontakt til universets styrende kræfter. Det sker ved at udføre ceremonierne, der er tilknyttet det og bede bønner ved det. Et helligt bundt har ofte en praktisk funktion som f.eks. at bringe regn,:471  kurere en sygdom,:257  bringe ejeren held i kærlighed:17  eller (i gammel tid) overvinde en fjende eller erobre heste.:13 
Genstandene kan være dyreskind, fuglehamme, fjer, piber og tobak, tørrede planter, majskolber, sten, skalpe, glasperler og mange andre ting. De opbevares samlet i et bundt; f.eks. i en lille skindpose,:189  et ovalt og aflangt læderhylster:78  eller de er viklet ind i flere lag skind:112  eller klædestoffer holdt sammen med lædersnor.:204  Bundterne må normalt ikke røre jorden.:309  Mindst ét forbud (tabu) af en slags skal normalt overholdes af bundtejeren eller –vogteren,:37  samtidig med at reglerne for brugen af bundtet skal følges nøje for ikke at indbyde til uheld og katastrofer.:76 
Frem til det tyvende århundrede ejede nærmest alle mandlige prærieindianere og også flere kvinder en eller anden form for helligt bundt.

## Fællesbundter
Hellige stamme-, by- og klan-bundter beskytter:335  eller hjælper på anden vis henholdsvis et samfund,:8  en bybefolkning:295  og en gruppe beslægtede folk.:296 
Særligt trænede ceremonimestre med en indgående viden om et bestemt bundt styrer de ofte lange ceremonier knyttet til det.:87  Visse ceremonier skal udføres årligt på bestemte tidspunkter,:32  mens andre først gennemføres, når en troværdig person er blevet opfordret til at stå i spidsen for ceremonien i en drøm eller vision.:14  At ignorere et bundts krav på en fornyelse eller ”vedligeholdelse” via en ceremoni er at gå imod betingelserne for at eje det og i sidste ende at spille højt spil med stammens, byens eller klanens fremtid.:27 
Bundterne forbliver gruppens fælleseje,:31  skønt ansvaret for dem og brugen af dem kan skifte mellem interesserede folk efter fastlagte regler som f.eks. ved arv:7  eller ved en overdragelse af et bundt gennem et salg.:297  Visse bundter er det tilladt at lave et lille antal kopier af og sælge, hvorefter ejeren ved næste salg (typisk det fjerde) må afstå det oprindelige bundt.:308  Hvert bundt er gerne gammelt og skabt med forlæg i en af stammens fundamentale myter, der også giver et fingerpeg om dets hovedfunktion.:341 

## Selskabs-bundter
Selskabs-bundter eller klub-bundter er ofte af mere sekulær art, men de kan også være af religiøs art med tilhørende ceremonier.:656  Uagtet ceremonierne er udført af medlemmerne af en lille, eksklusiv kreds, kan de være vigtige også for de uindviede udenfor kredsen, herunder en hel bybefolkning eller en stamme.

## Personlige bundter
Personlige bundter er individuelt skabte bundter med inspiration i egne visioner og drømmesyn,:183  der udstikker ens livsbane. Et personligt bundt går ofte i arv til den ældste søn:84 , men en datter:125  og andre familiemedlemmer kan også arve det.:60  Nogle bundter eller en kopi deraf bliver begravet eller lagt ved et begravelses-stillads sammen med ejeren.:300 
Afhængigt af reglerne kan indehaveren af et anerkendt bundt (typisk et krigsbundt) efter anmodning betro en anden person enten en del af det eller hele bundtet for en kortere tid (mens krigstogtet står på) og mod en form for betaling.:15  Det er muligt at kopiere nogle personlige bundter op til et vist antal gange og sælge disse.:47 

## Vigtige fællesbundter i 1800-tallet

### Byindianere
Især de bofaste byindianere i præriens majsdyrkende stammer var rige på store fællesbundter i gammel tid. Indbyggerne gav sig ikke i kast med vigtige foretagender som såningen af majs og sommerjagten på bisoner uden først at have udført en ceremoni til et specielt bundt.

#### Arikara
Hver by havde sit eget bundt.:334  En fast bestanddel af hvert bundt var fem rangler af græskar brugt som rytmeinstrumenter.:335  En pibe og tobak, fire fuldendte majskolber samt en traditionel hakke indgik også i det.:337  Mother Corn (Mor Majs) bundtet var centralt,:74  da stammen havde fået det af den mytologiske heltinde, organisator, instruktør og moralske vejleder med dette navn.:294  Left Handed bundtet blev åbnet i en ceremoni, der hjalp efterladte familiemedlemmer gennem deres sorg. Bundtnavnet skyldtes, at visse ting i ceremonien blev gjort modsat eller spejlvendt af det gængse.:258 

#### Hidatsa
De vigtigste bundter indeholdt hver et bisonkranium.:419  Det gjorde følgende bundter: Bear bundtet;:383  Big Birds bundterne;:363  Buffalo bundterne;:367  Eagle Trapping bundterne som kom i brug under ørnefangst;:367  Earthnaming bundtet som gav adgang til rådet og definerede en bys jagtområder;:32  Holy Woman Above bundtet;:367  Waterbuster klan bundtet med menneskekranierne af to himmelske ørne (tordenfugle),:11  der havde taget plads på jorden i form af mennesker;:296  Knife klan bundtet;:474  Holy Robe klan bundtet;:296  Long Arm bundtet der gav ejeren ret til at indtage en hovedrolle som karakteren Long Arm i Hidebeating ceremonien (”soldansen”);:312  Naxpike bundtet brugt i Hidebeating ceremonien;:309  Missouri River bundtet;:371  Old Woman Who Never Dies bundtet;:341  Shell Robe klan bundtet;:474  Thunder bundtet:367  og de forskellige Wolf bundter.:367  Kvinderne i Goose selskabet, der udførte ceremonier for at byen kunne få en god majshøst,:200  ejede hver et bundt med bl.a. en majskolbe og et pandebånd af gåseham.:202 

#### Kansa
Både Sacred Pipe bundtet og Sacred Clamshell bundtet indgik i en fast forårs-ceremoni, udført efter at den første torden havde lydt.:32 

#### Mandan
De overordnede bundter indeholdt alle et bisonkranium.:216  Stammens vigtigste bundter var Lone Man bundtet, som indeholdt alle rekvisitterne for at ejeren kunne spille Lone Man under okipa-ceremonien;:118  Big Bird bundterne;:260  Catfish Trapping bundtet, der lokkede mallerne i Missouri River ind i indehaverens fiskefælder;:255  Eagle Trapping bundtet;:227  Old Woman Who Never Dies bundtet der sikrede mandanerne en rig majshøst;:187  People Above bundtet hvis ceremoni skulle afværge ulykkerne tiltænkt stammens folk af Solen, Månen og Woman Above, der alle var ondskabsfulde menneskeædere;:296  Red Stick bundtet hvis hovedfunktion var at tiltrække bisoner om vinteren. Ceremonien blev kun afholdt, når unge mænd havde drømt om den.:315  Mændenes nøgne koner fandt det ærefuldt at deltage i Red Stick ceremonien og tilbyde sig til ældre, højtrespekterede mænd for siden at kunne overføre en del af disses succes i livet til deres ægtemand;:318  Sacred Robe bundtet med 17 genstande, hvoraf den ene var en bemalet skindkappe der havde tilhørt den mytologiske helt Good Furred Robe;:184  Skull bundtet med kranierne af de mytologiske brødre Cornhusk Earring, Good Furred Robe og Uses His Head For A Rattle;:186  Small Hawk bundtet;:270  Snow Owl bundtet der tiltrak bisoner om vinteren,:283  og Shell Robe bundtet der navnlig var et krigsbundt:307  skønt det bl.a. indeholdt en gravestok, der forbindes med dyrkning af jorden.:308  Kvinderne i White Buffalo Cow selskabet udførte deres cermoni for at kalde bisonerne tæt til en vinterby; lederen bar bl.a. selskabets hellige, hvide bisonkappe, som hun havde erhvervet af den foregående leder.:325 

#### Omaha
Sacred War bundtet måtte åbnes i en ceremoni, før en autoriseret krigsgruppe:405  drog på krigsstien med en del af bundtet for at sikre krigerne sejren og indgyde dem dødsforagt.:416  Stammens Sacred Pole (Vererable Man):245  var en af de helligste genstande, der både knyttede folket sammen og symboliserede de højere magters godkendelse af stammens ledere.:243  Andre objekter holdt i ærefrygt var bl.a. et hvidt bisonskind:283  samt tipierne brugt af de forskellige bundtvogtere.:221 

#### Osage
Hver af de 24 klaner havde sine egne hellige bundter, mens de mere bredtfavnende bundter øvede indflydelse på alle stammens folk.:21  To stammebundter skabt af visionære høvdinge var Great Bundle og Great Medicine Bundle, der bidrog til at holde befolkningen rask og velsignede byboerne med et langt liv.:16  Under War ceremonien helliggjorde krigerne trækul,:3  som de delte og bar i små bundter for at male sig i ansigtet op til en stamme-godkendt blodhævn. Bemalingen hjalp dem til at være lige så destruktive som ild, der brænder træ til aske.:97 

#### Pawnee, skidi divisionen
Ved skabelsen havde hver byleder fået et helligt bundt af den stjerne, der havde anbragt ham på jorden.:7  Alle bundter indeholdt to majskolber.:34  Evening Star bundtet i byen Center Village var det allervigtigste blandt de kosmisk-orienterede skidier. Med det vækkede de hele verden til live igen om foråret i thunder-ceremonien (Renewel ceremonien).:8  Big Black Meteoric Star bundtet var tilsammen med Red Star -, Yellow Star - og White Star bundtet i Old Village skidiernes ledende bundter, der eksempelvis dikterede den toårige rotation mellem de fire øverste høvdinge.:75  Big Black Meteoric Star bundtet indeholdt bl.a. et stjernekort malet på et stort skind, som en hurtigløber løb ned til en flod med i kapløb med alle andre under The Great Washing ceremoni før sommerens bisonjagt.:97  Morning Star-ceremonien tilknyttet Morning Star bundtet i Village Across A Hill:35  skabte opsigt og fordømmelse blandt de hvide, da det sluttede med drabet på en pige fra en fjendtlig stamme bundet til et træstativ.:123  Buen og pilen til at skyde offeret med var en del af Skull bundtet.:182  Dette var et vigtigt fællesbundt, der sammen med North Star bundtet bl.a. havde med organiseringen af divisions-rådet at gøre,:8  mens bundtets Four Pole ceremoni symboliserede oprettelsen af unionen mellem de spredte skidi byer.:107  Squash Vine bundtet blev hængt op i den jordhytte, hvor skidiernes medicinmænd udførte deres Thirty Day ceremoni (30 dages ceremoni) om efteråret. Denne var en månedlang ceremoni med bl.a. opvisning:17  af spektakulære tryllekunster i jordhytten:170  samt et besøg til alle syge i Squash Vine Village.:174  Skidiernes allerførste doktor indstiftede den oprindelige ceremoni på 20 dage i sin hjemby efter at have fået viden om metoder at kurere syge folk på gennem visioner.:155 

#### Pawnee, south bands divisionen
Chawi gruppen udførte en flere dage lang ceremoni om foråret til White Beaver bundtet, der vækkede dyrene af deres vintersøvn.:201  Kitkahahki gruppen udførte en ceremoni til Small Dark Thing bundtet før såningen af majs.:197  Et pitahawirata bundt indeholdt en gammel bue og fire hellige pile, hvoraf den ene tiltrak bisoner i perioder med dårlig jagt. Krigeren Shield Chief brugte buen og en anden af bundtets hellige pile:200  til at uskadeliggøre cheyenne høvding Alights On The Cloud (Touching Cloud) under en kamp i 1852.:92 

#### Ponca
Et bundt med en hellig pibe kom i brug, når nye høvdinge skulle udnævnes.:94 

#### Quapaw
Høvdingen opbevarede et stammebundt i sin hytte.:17 

### Nomadiske indianere
Blandt flere af de nomadiske indianere fandtes der også store bundter uden hensyn til behovet for at kunne transportere dem fra sted til sted. Før indianerne anskaffede sig heste, var bundterne muligvis mindre end i historisk tid.:308 

#### Arapaho
Den hellige Flat Pipe eksisterede allerede før verdens skabelse.:108  Den var den vigtigste genstand i arapahoernes pibebundt, som overtrumfede alle stammens øvrige bundter.:258  Når pibevogteren viste bundtet daglig opmærksomhed, gik det lejrene godt.:109  Stammens Sacred Whell indtog en prominent plads i offerhytten (”soldansen”), ligesom det var påkrævet i andre ceremonier.:12  Syv kvinder i Quilling selskabet (Perlebroderi-selskabet) ejede bundter,:939  så de havde ret til at vejlede andre brodøser og selv brodere hellige og helende ornamenter til tipier, vuggebrædter og lignende genstande.:112 

#### Blackfoot
Beaver bundtet blev åbnet om foråret som afslutningen på en vinterlejr.:126  Ejeren af et bundt havde kontrol over bisonerne og kunne lokke vildtet til i tider med en dårlig jagt.:314  Natoas - eller soldans bundterne indholdt bl.a. en hellig fjerprydelse.:128  Sammen med Medicine Pipe bundtet udgjorde de to førnævnte bundter de vigtigste.:221  Medicine Pipe ceremonien kom til udførelse ved den første forårs-torden.:126  Før en lejrflytning bad pibeejeren om en sikker færd frem til næste lejrplads, og han anførte familierne:130  med piben i et etui båret på ryggen.:137 

#### Cheyenne
Sacred Arrows bundtet og Sacred Hat bundtet rangerede højere end stammens andre hellige genstande. De fire pile i Sacred Arrows bundtet måtte regelmæssigt fornyes af pilevogteren for at sikre harmoni i stammen og for fortsat at bringe den trivsel og fremgang.:87  Pilene var samtidig et krigsbundt, som cheyennerne kunne tage i brug for at udrydde en besværlig nabostamme, og de blev anvendt med størst succes i 1820.:26  Pawnee stammen erobrede de hellige pile i 1830 under et mislykket cheyenne angreb.:51  Sacred Hat bundtet kom fra suhtai grenen af stammen. Ved siden af hatten var der bl.a. en skalp af en ute, crow, shoshone, pawnee og blackfoot i bundtet. Bundtvogterens bankesignal på en bestemt tipipæl hver morgen var en slags overbragt velsignelse fra bundtet til lejren og dens daglige aktiviteter.:76  Kvinder i Quilling selskabet (Perlebroderi-selskabet) ejede hellige bundter, så de kunne vejlede andre kvinder i at brodere f.eks. ornamenter i skiveform af symbolsk, religiøs art til at fæste udvendigt på en tipi.

#### Gros ventre
Flat Pipe bundtet var det vigtigste, efterfulgt af Feathered Pipe bundtet. For at sikre stammen fremgang og succes i alle dens foretagender fra jagt og til krig udførte Flat Pipe vogteren tre årlige ceremonier.:27  Da assiniboinerne engang tog piben, bragte indehaveren den tilbage, efter at piben havde truet hans folk med uheld og katastrofer i en drøm.:152 

#### Kiowa
Den ene af stammens to mytologiske Half Boys skabte til sidst sig selv om til ti hellige genstande, der blev fordelt i ti stammebundter tidligere skabt af Grandmother Spider. Ti vogterpar (en kvinde og en mand) vågede hver over et separat bundt i en af stammens ti hellige tipier. Bundterne blev bragt sammen under skaw-tow ceremonien (”soldansen”). Skete der de ti hellige bundter (Tah’lee bundterne) noget, eller ringeagtede kiowaerne dem, ville stammen komme ud for ulykker. En anden hellig genstand var Tai-may figuren brugt i skaw-tow ceremonien.:48  Kiowaerne mistede bundtet med både Tai-may figuren samt to mindre figurer til osagerne i 1833, der leverede de hellige genstande tilbage i 1835.:49  Under et hævntogt mod navajoerne i 1868 med Tai-may bundtets to små figurer som krigsmedicin blev kiowaerne angrebet af utes, der erobrede de ikke siden sete figurer.:238 

#### Lakota
White Buffalo Calf Pipe var en hellig pibe givet til stammen af den mytologiske velgører White Buffalo Maiden (White Buffalo Woman).:63  Ved at respektere piben, ryge den som foreskrevet og bede til den, ville stammen få opfyldt sine ønsker. Fra at være en unik stammegenstand opbevaret af en enkelt høvding blev piben kopieret, så alle mænd i stammen endte med at eje en.:66 